# Andreas Thiele
Andreas Thiele (ur. 12 czerwca 1980 w Bad Karlshafen) – niemiecki aktor teatralny, filmowy i telewizyjny.
W maju 2010 objął rolę Jakuba Krendlingera w telenoweli ARD Burza uczuć (Sturm der Liebe).

## Wybrana filmografia
- 2005: Schulmädchen jako Fabrice
- 2005: Tote Hose - Kann nicht gibt's nicht jako pielęgniarz
- 2006–2008: Fünf Sterne jako Sascha Wilke
- 2006–2008: KDD – Kriminaldauerdienst jako Hendrik Kaster
- 2007: Bukarest Fleisch jako Nicki
- 2007: Elvis und der Superstar jako Udo Lenz
- 2008: Październik (Oktober) jako Marc
- 2008: Next Generation - Czas śniegu (Schneezeit)
- 2009: Der Bergdoktor jako Tom
- 2010: Live Stream
- 2010: SOKO 5113 jako Thomas Krüger
- 2010–: Burza uczuć (Sturm der Liebe) jako Jacob Krendlinger